# Uretiana vicunensis
Uretiana vicunensis is een vlinder uit de familie van de Houtboorders (Cossidae). De wetenschappelijke naam van de soort is voor het eerst gepubliceerd in 1957 door Emilio Ureta.
De soort komt voor in Chili.